# Nidularium alvimii
Nidularium alvimii är en gräsväxtart som beskrevs av Wilhelm Weber. Nidularium alvimii ingår i släktet Nidularium och familjen Bromeliaceae. Inga underarter finns listade i Catalogue of Life.